# Литературно-художественный кружок при Харбинском коммерческом собрании
«Литературно-художественный кружок при Харбинском коммерческом собрании» — творческое объединение в Харбине, действовавшее с 1922 года.

## История
В 1922 году в Харбине с подачи комитета старшин Коммерческого собрания города был организован творческий кружок, который составили местные литераторы, художники, артисты и музыканты. Целью его создания было повышение уровня городской культурной жизни посредством «взаимных литературно-артистических встреч, устройства вечеров, спектаклей, концертов, студий, издания органа печати»
30 июля 1922 года на общем собрании членов кружка было сформировано правление, куда вошли председатель М. Э. Гильчер, заместитель председателя Е. Х. Нилус, казначей А. Л. Гальперин, секретарь Н. П. Орлов, А. Д. Лаврентьев, В. Я. Ротт, С. И. Гусев-Оренбургский, Ю. Е. Эльясон, Н. И. Сусанин, П. Ф. Григорьев, Э. Л. Меттер. Позднее в правлении общества происходили изменения, в том числе в его состав вошли члены художественной группы Я. Л. Лихонос и В. А. Фирсов-Шибаев, а выехавший Гусев-Оренбургский был заменён С. Г. Скитальцем.
Клуб организовывал спектакли, публичные вечера, юбилейные мероприятия. Так, один из вечеров объединения был устроен в память об Александре Блоке, где с чтением докладов выступили Устрялов, Ротт, Камышнюк, Гусев-Оренбургский, Скиталец; последний также поделился своими воспоминаниями о Максиме Горьком на клубном вечере в честь тридцатилетия творческой деятельности знаменитого писателя. По субботом проводились закрытые вечера.
Свои произведения читали поэты Леонид Б. (Л. В. Барташев), Ф. Л. Камышнюк, Т. Баженова, писатели Николай Орлов, Гусев-Оренбургский; с чтением докладов выступали профессора Л. Кожеуров, Н. В. Устрялов и т. д.
В конце 1922 года кружок принял бывших участников Общества писателей и журналистов в Харбине и членов созданной Устряловым литературной студии.
В литературной секции клуба был свой печатный орган, редколлегия которого состояла из Гильчера, Скитальца и Ротта: издание первой тетради журнала «Сунгарийские вечера» состоялось в марте 1923 года; вторая тетрадь, в которой, по утверждению редакции, предполагалось опубликовать статью Ф. Кони и рассказ Б. Пильняка, так и не вышла.
Вероятная дата закрытия кружка — 1925 год.